# Styrelsen för ackreditering och teknisk kontroll
Styrelsen för ackreditering och teknisk kontroll (Swedac) (engelska: Swedish Board for Accreditation and Conformity Assessment) är en svensk myndighet och nationellt ackrediteringsorgan för Sverige. Myndigheten bildades 1989 och har sina rötter i SP, Sveriges Tekniska Forskningsinstitut. Swedac har omkring 120 fast anställda medarbetare och 270 externa konsultanställda bedömare. Kontoret finns i Borås men verksamheten bedrivs över hela landet.
Swedacs verksamhet rör flera olika områden; ackreditering, reglerad mätteknik, ädelmetall, samordning av marknadskontroll och internationellt arbete i alla områden. Det internationella arbetet sker i form av internationella projekt och internationella utbildningsprogram. De internationella projekten ska hjälpa utvecklingsländer att upprätta ett fungerande system för ackreditering och kvalitetskontroll.

## Uppdrag
Swedac har som uppdrag att:
- bistå med expertstöd om hur ackreditering kan främja svensk export och frihandel
- ackreditera laboratorier, kontrollorgan och certifieringsorgan enligt internationell standard och internationella regelverk
- upprätthålla och ansvara för ordningar för bedömning av överensstämmelse och teknisk kontroll
- upprätta föreskrifter och utöva tillsyn inom området reglerad mätteknik samt ädelmetallarbeten
- bevaka och delta i internationellt samarbete. [4]
- samordna svenska marknadskontrollmyndigheter[5]
- samarbeta med internationella ackrediteringsorgan och mätteknikmyndigheter, samt genomgå kontroll av dessa [6]

## Styrning
Myndighetens verksamhet styrs av instruktion och regleringsbrev från regeringen. Det finns även internationell lagstiftning och överenskommelser inom Europa och globalt. 
Swedac är en enrådsmyndighet, vilket innebär att generaldirektören ensam bär ansvar för myndighetens verksamhet. Ledningsformen är tänkt att ge regeringen en mer direkt styrning av myndigheten och snabbare genomföranden vid politiska beslut. Ett insynsråd fungerar som stöd för generaldirektören och uppfyller krav på demokratisk insyn och medborgerligt inflytande. 
Swedac ligger under Utrikesdepartementet och rapporterar till EU- och handelsministern.

## Ekonomi
Swedac finansieras främst genom avgifter. Avgifter tas exempelvis ut för att bli ackrediterad, för att gå en av Swedacs kurser eller för tillsyn. 12 procent av Swedacs intäkter kommer från statliga anslag. Swedacs totala omsättning uppgick till 173 miljoner kronor under 2018. 

## Swedacs författningssamling
Swedacs författningssamling består av bindande föreskrifter och dokument